# 第30回ベルリン国際映画祭
第30回ベルリン国際映画祭は、1980年2月18日から同年2月29日まで開催された。

## 概要
この年からベルリン国際映画祭のディレクターはモーリッツ・デ・ハデルンが務めることになった。ソ連のアフガン侵攻を受けて西側諸国はモスクワオリンピックへの不参加を考慮している最中であり、反対にソ連や他の社会主義国は去年に続いて映画祭に参加しないのではないかとの見方もあったが、運営人の尽力によって最終的には社会主義国も参加することとなった。

## 受賞
- 金熊賞：『Heartland』（リチャード・ピアース）、『Palermo oder Wolfsburg』（ヴェルナー・シュレーター）
- 銀熊賞
  - 審査員特別賞：『マイ・ワンダフル・ライフ』（マルコ・フェレーリ）
  - 監督賞：イシュトヴァン・サボー（『コンフィデンス/信頼』）
  - 男優賞：アンジェイ・セベリン（『Dyrygent』）
  - 女優賞：レナーテ・クレスナー（『ソロシンガー』）

## 上映作品

### コンペティション部門
長編映画のみ記載。アルファベット順。邦題がついていない場合は原題の下に英題。
| 題名 原題                                        | 監督                                              | 製作国                                        |
| ------------------------------------------------ | ------------------------------------------------- | --------------------------------------------- |
| コンフィデンス/信頼 Bizalom                      | イシュトヴァン・サボー                            | ハンガリー                                    |
| マイ・ワンダフル・ライフ Chiedo asilo            | マルコ・フェレーリ                                | イタリア・ フランス                           |
| Der Preis fürs Überleben (The Price of Survival) | Hans Noever                                       | 西ドイツ・ フランス                           |
| ドイツ・青ざめた母 Deutschland bleiche Mutter    | ヘルマ・サンダース＝ブラームス                    | 西ドイツ                                      |
| ザ・コンダクター Dyrygent                        | アンジェイ・ワイダ                                | ポーランド                                    |
| Düsman                                           | ゼキ・ウクテン                                    | トルコ                                        |
| El Crimen de Cuenca                              | ピラール・ミロ                                    | スペイン                                      |
| Heartland                                        | リチャード・ピアース                              | アメリカ合衆国                                |
| 北の果てのバラード Korpinpolska                  | マルック・レヘムスカッリオ                        | フィンランド・ スウェーデン                   |
| SFデス・ブロードキャスト La mort en direct       | ベルトラン・タヴェルニエ                          | フランス・ 西ドイツ・ イギリス                |
| La Viuda de Montiel                              | ミゲル・リッティン                                | メキシコ・ コロンビア · キューバ・ ベネズエラ |
| 二人の女 Le voyage en douce                      | ミシェル・ドヴィル                                | フランス                                      |
| Les bons débarras                                | フランシス・マンキーウィッツ                      | カナダ                                        |
| Marigolds in August                              | ロス・デヴィニッシュ                              | 南アフリカ共和国                              |
| Marmeladupproret (Marmalade Revolution)          | エルランド・ヨセフソン                            | スウェーデン                                  |
| モスクワは涙を信じない Москва слезам не верит    | ウラジーミル・メニショフ                          | ソビエト連邦                                  |
| Palermo oder Wolfsburg                           | ヴェルナー・シュレーター                          | 西ドイツ                                      |
| ルードボーイ Rude Boy                            | デイヴィッド・ミンゲイ ジャック・ハザン           | イギリス                                      |
| ソロシンガー Solo Sunny                          | コンラート・ヴォルフ ヴォルフガング・コールハーゼ | 東ドイツ                                      |
| Transit                                          | ダニエル・ヴァクスマン ダニエル・ホロヴィッツ     | イスラエル                                    |

## 審査員
- イングリッド・チューリン（スウェーデン/女優）
- アルベルト・イサック（メキシコ/監督）
- カーロイ・マック（ハンガリー/監督）
- アレクサンドル・ミッタ（ソ連/監督）
- ベッツィ・ブレア（イギリス/女優）
- マチュー・カリエール（フランス/俳優）
- ペーター・カーン（西ドイツ/俳優）
- アレクサンドル・トローネ（フランス/プロダクション・デザイナー）
- アンジェル・ワゲンシュテイン（ブルガリア/脚本家）